# Jarząbczy Wierch

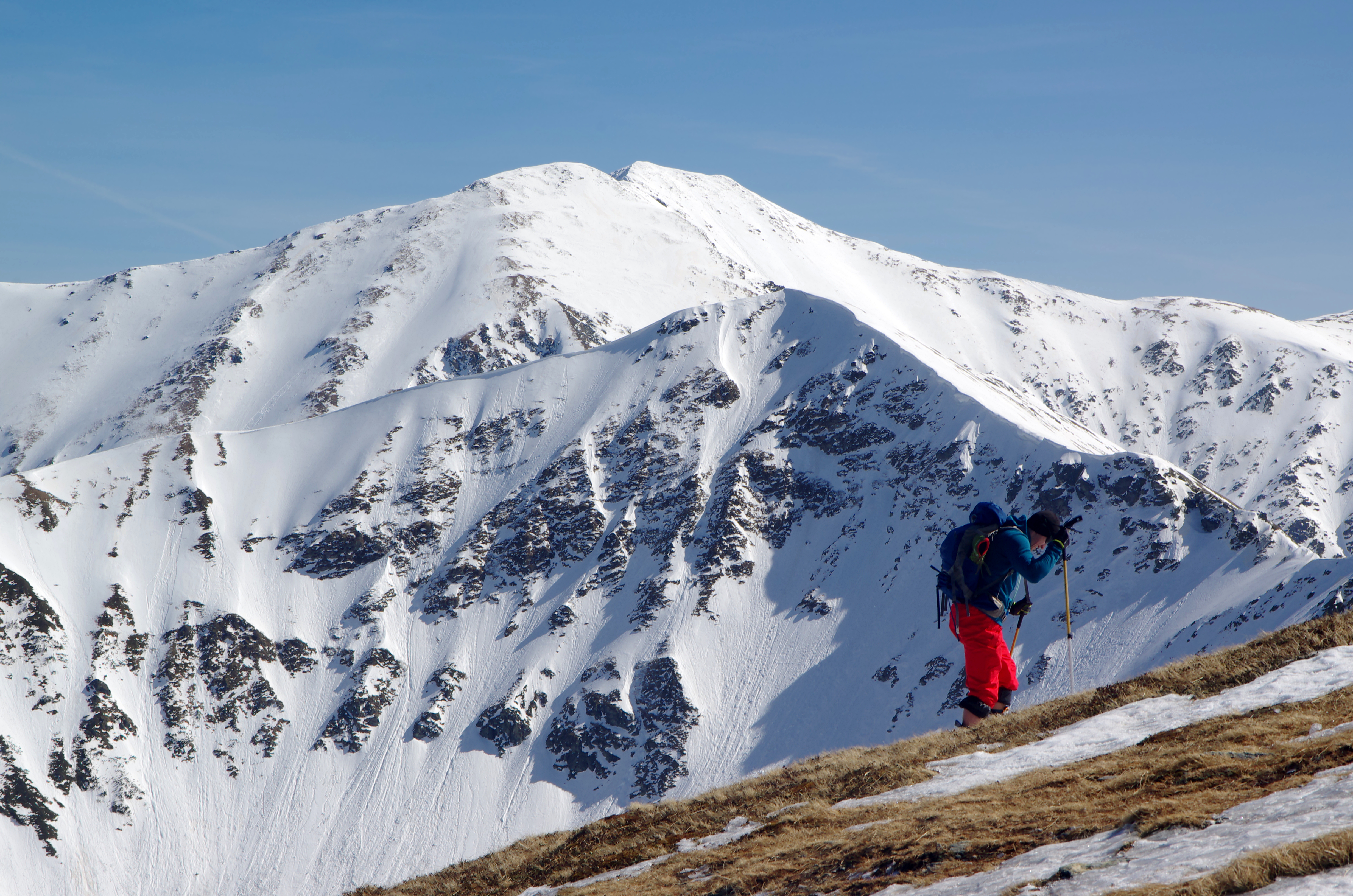
Im Herbst

Die Jarząbczy Wierch (tschechisch/slowakisch Hrubý vrch) ist ein Berg an der polnisch-slowakischen Grenze in der Westtatra mit 2137 Metern Höhe.

## Lage und Umgebung
Die Staatsgrenze verläuft über den Hauptgrat der Tatra, auf dem sich die Jarząbczy Wierch befindet. Nördlich des Gipfels liegt das Tal Dolina Chochołowska, konkret sein Hängetal Dolina Jarząbcza.

## Tourismus
Die Jarząbczy Wierch ist bei Wanderern beliebt. 

### Routen zum Gipfel
Der Wanderweg auf die Jarząbczy Wierch führt entlang des Hauptkamms der Tatra und der polnisch-slowakischen Grenze.
- ▬ Ein rot markierter Wanderweg führt vom Kończysty Wierch über den Gipfel zum Bergpass Liliowy Karb.

Als Ausgangspunkt für eine Besteigung aus den Tälern eignen sich die Berghütten Ornak-Hütte sowie Chochołowska-Hütte.

## Panorama

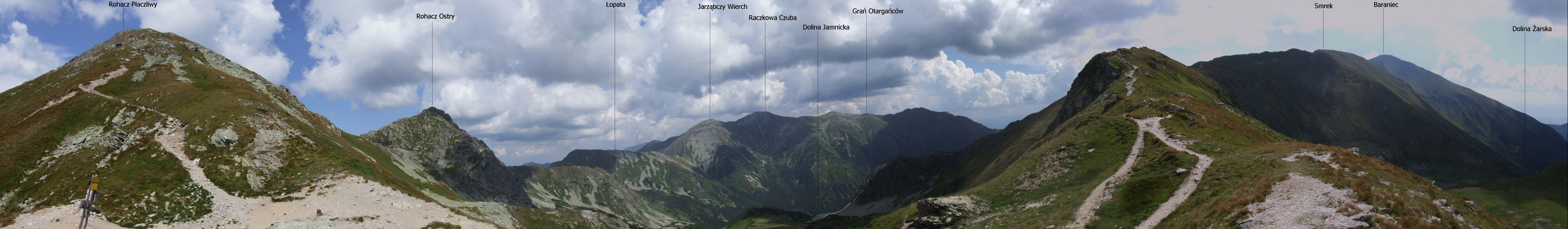
Blick auf den Gipfel in der Mitte des Panorama